# Сюзанн, Жаклин
Жа́клин Сю́занн (англ. Jacqueline Susann; 20 августа 1918 — 21 сентября 1974) — американская писательница, автор бестселлера «Долина кукол» (1966).

## Биография
Жаклин родилась в Филадельфии в семье художника-портретиста и учительницы. В школе она была очень ленивой, но зато самой интеллектуальной ученицей, имея наивысший балл в тесте на IQ. После окончания школы она не стала поступать в колледж, а отправилась в Нью-Йорк, где решила начать свою актёрскую карьеру. Там она вышла замуж за Ирвинга Мэнсфилда, который был агентом в прессе. Благодаря ему фотографии Жаклин попали к видным театральным агентам на Бродвее, после чего она стала получать свои первые театральные роли. Спустя некоторое время последовало и её появление в кино.
В 1946 году Сюзанн родила сына Гая, у которого вскоре был диагностирован аутизм. Паре пришлось отдать ребёнка в специальное медицинское учреждение, за что впоследствии Жаклинн много себя корила.
Начиная с конца 1940-х годов ходили слухи о бисексуальности Жаклин. Ей приписывали связь с Кэрол Лэндис, а также большое увлечение Коко Шанель и легендой Бродвея Этель Мерман. Близкие друзья Сюзанн, впрочем, отрицали все подобные утверждения.
С середины 1950-х годов Сюзанн стала ведущей колонки в одной из нью-йоркских газет, а в начале 1960-х она выпустила свою первую книгу, посвящённую её пуделю Жозефин. Вскоре у неё был диагностирован рак груди, а 1962 году ей была проделана мастэктомия. Несмотря на это, Сюзанн решила приступить к написанию своей второй книги, «Долина кукол», которая в 1966 году принесла ей мировую известность. Книга раскупалась миллионными тиражами и была признана самым продаваемым романом в истории. Всё же перед выходом её в тираж возникли серьёзные проблемы, потому что издатели не хотели публиковать подобную литературу, считая что её сюжет, повествующий о закулисье голливудских звёзд, не будет пользоваться успехом. Жаклин приложила много усилий для продвижения своего романа. Она много путешествовала по книжным магазинам США, давала там автографы фанатам, а также много общалась с ними.
В 1967 году роман был экранизирован и одни из главных ролей в нём исполнили Патти Дьюк и Шэрон Тейт. Жаклин Сюзанн сама появилась в эпизодической роли в этом фильме, сыграв журналистку после самоубийства Дженифер Норт.
После «Долины кукол» Жаклинн написала ещё четыре популярных романа, но в 1973 году была вынуждена отойти от дел в связи с тем, что у неё вновь был выявлен рак. Сюзанн уже не могла как прежде отправляться в турне в поддержку книг из-за плохого здоровья, ослабленного также ещё и химиотерапией. Последние семь недель своей жизни она провела в больнице в коме. Жаклин Сюзанн умерла 21 сентября 1974 года в возрасте 56 лет. В России и сопредельных странах всплеск интереса к творчеству Сюзанн наблюдался в первой половине 1990-х годов, когда только «Долина кукол» выдержала несколько десятков изданий массовым тиражом в пяти переводах.
В 2000 году на экраны вышел фильм «Настоящая женщина», повествующий о жизни Жаклинн Сюзанн, где её роль исполнила Бетт Мидлер.